# Championnat du Japon de football de deuxième division 2004
Navigation
J2 League 2003 J2 League 2005
Le Championnat du Japon de football de deuxième division 2004 est la 6e édition de la J.League 2. Le championnat a débuté le 13 mars 2004 et s'est achevé le 27 novembre 2004.
Les deux meilleurs du championnat sont promus en J.League 2005.

## Les clubs participants
Les équipes classées de la 3e à la 12e place de la J2 League 2003 et les 15e et 16e de J1 League 2003 participent à la compétition.
| Club               | Dernière montée | Ville     | Classement 2003 | Entraîneur          | Depuis | Stade                            | Capacité | Nombre de saisons |
| ------------------ | --------------- | --------- | --------------- | ------------------- | ------ | -------------------------------- | -------- | ----------------- |
| Vegalta Sendai     | 2004            | Sendai    | 15e             | Zdenko Verdenik     | 2003   | Stade de Sendai                  | 19 694   | 4                 |
| Kyoto Purple Sanga | 2004            | Kyoto     | 16e             | Koichi Hashiratani  | 2004   | Stade athlétique de Nishikyogoku | 20 588   | 2                 |
| Kawasaki Frontale  | 2001            | Kawasaki  | 3e              | Takashi Sekizuka    | 2004   | Stade d'athlétisme de Todoroki   | 27 495   | 5                 |
| Avispa Fukuoka     | 2002            | Fukuoka   | 4e              | Hiroshi Matsuda     | 2003   | Level5 Stadium                   | 22 563   | 3                 |
| Ventforet Kōfu     | 1999            | Kōfu      | 5e              | Hideki Matsunaga    | 2003   | Kose Sports Park Stadium         | 17 000   | 6                 |
| Omiya Ardija       | -               | Saitama   | 6e              | Toshiya Miura       | 2004   | Stade du parc Omiya              | 15 500   | 6                 |
| Mito HollyHock     | 2000            | Mito      | 7e              | Hideki Maeda        | 2003   | Stade Mito                       | 12 000   | 5                 |
| Montedio Yamagata  | -               | Yamagata  | 8e              | Jun Suzuki          | 2004   | Stade du parc Yamagata           | 20 315   | 6                 |
| Consadole Sapporo  | 2003            | Sapporo   | 9e              | Masaaki Yanagishita | 2004   | Sapporo Dome                     | 41 484   | 4                 |
| Shonan Bellmare    | 2000            | Hiratsuka | 10e             | Eiji Ueda           | 2004   | Hiratsuka Stadium                | 18 500   | 5                 |
| Yokohama FC        | 2001            | Yokohama  | 11e             | Pierre Littbarski   | 2003   | Stade Yokohama Mitsuzawa         | 15 454   | 4                 |
| Sagan Tosu         | -               | Tosu      | 12e             | Ikuo Matsumoto      | 2004   | Stade de Tosu                    | 24 460   | 6                 |

- Relégué de la J1 League 2003

### Localisation des clubs
| \| Clubs du Grand Tokyo · Omiya Ardija (Saitama) · Ventforet Kōfu (Yamanashi) · Shonan Bellmare (Kanagawa) · Mito HollyHock (Ibaraki) · Yokohama FC (Kanagawa) · Kawasaki Frontale (Kanagawa) Grand Tokyo Consadole Sapporo Kyoto Purple Sanga Vegalta Sendai Avispa Fukuoka Sagan Tosu Montedio Yamagata \| Localisation des clubs engagés dans le championnat. |
| Clubs du Grand Tokyo · Omiya Ardija (Saitama) · Ventforet Kōfu (Yamanashi) · Shonan Bellmare (Kanagawa) · Mito HollyHock (Ibaraki) · Yokohama FC (Kanagawa) · Kawasaki Frontale (Kanagawa) Grand Tokyo Consadole Sapporo Kyoto Purple Sanga Vegalta Sendai Avispa Fukuoka Sagan Tosu Montedio Yamagata                                                           |

| Clubs du Grand Tokyo · Omiya Ardija (Saitama) · Ventforet Kōfu (Yamanashi) · Shonan Bellmare (Kanagawa) · Mito HollyHock (Ibaraki) · Yokohama FC (Kanagawa) · Kawasaki Frontale (Kanagawa) Grand Tokyo Consadole Sapporo Kyoto Purple Sanga Vegalta Sendai Avispa Fukuoka Sagan Tosu Montedio Yamagata |

## Compétition

### Classement
Source : CLASSEMENT J.LEAGUE DIVISION 2 2004 sur transfermarkt.fr
| Rang | Équipe               | Pts | J  | G  | N  | P  | Bp  | Bc | Diff |
| ---- | -------------------- | --- | -- | -- | -- | -- | --- | -- | ---- |
| 1    | Kawasaki Frontale    | 105 | 44 | 34 | 3  | 7  | 104 | 38 | +66  |
| 2    | Omiya Ardija         | 87  | 44 | 26 | 9  | 9  | 63  | 38 | +25  |
| 3    | Avispa Fukuoka       | 76  | 44 | 23 | 7  | 14 | 56  | 41 | +15  |
| 4    | Montedio Yamagata    | 71  | 44 | 19 | 14 | 11 | 58  | 51 | +7   |
| 5    | Kyoto Purple Sanga R | 69  | 44 | 19 | 12 | 13 | 65  | 53 | +12  |
| 6    | Vegalta Sendai R     | 59  | 44 | 15 | 14 | 15 | 62  | 66 | -4   |
| 7    | Ventforet Kōfu       | 58  | 44 | 15 | 13 | 16 | 51  | 46 | +5   |
| 8    | Yokohama FC          | 52  | 44 | 10 | 22 | 12 | 42  | 50 | -8   |
| 9    | Mito HollyHock       | 37  | 44 | 6  | 19 | 19 | 33  | 60 | -27  |
| 10   | Shonan Bellmare      | 36  | 44 | 7  | 15 | 22 | 39  | 64 | -25  |
| 11   | Sagan Tosu           | 35  | 44 | 8  | 11 | 25 | 32  | 66 | -34  |
| 12   | Consadole Sapporo    | 30  | 44 | 5  | 15 | 24 | 30  | 62 | -32  |

|  | Promu en J1 League 2005            |
|  | Barrages de promotion en J1 League |
|  | R : Relégué de J1 League 2003      |

## Barrage promotion-relégation
Le match oppose le 16e de la première division contre le 3e de la deuxième division un match aller-retour.
| 4 décembre 2004 | Avispa Fukuoka | 0 - 2   | Kashiwa Reysol       | Level5 Stadium, Fukuoka                             |                                                     |
|                 |                | (0 - 0) | 47e Ono · 89e Yazawa | Spectateurs : 20 522 Arbitrage : Toshimitsu Yoshida | Spectateurs : 20 522 Arbitrage : Toshimitsu Yoshida |
|                 | Rapport        |         |                      | Spectateurs : 20 522 Arbitrage : Toshimitsu Yoshida | Spectateurs : 20 522 Arbitrage : Toshimitsu Yoshida |

| 12 décembre 2004 | Kashiwa Reysol         | 2 - 0   | Avispa Fukuoka | Hitachi Kashiwa Soccer Stadium, Kashiwa         |                                                 |
|                  | Unozawa 57e · Hato 61e | (0 - 0) |                | Spectateurs : 13 149 Arbitrage : Joji Kashihara | Spectateurs : 13 149 Arbitrage : Joji Kashihara |
|                  | Rapport                |         |                | Spectateurs : 13 149 Arbitrage : Joji Kashihara | Spectateurs : 13 149 Arbitrage : Joji Kashihara |

## Statistiques

### Meilleurs buteurs
|                    | Buteur            | Club               | Buts | MJ |
| ------------------ | ----------------- | ------------------ | ---- | -- |
| Médaille d'or      | Juninho           | Kawasaki Frontale  | 37   | 39 |
| Médaille d'argent  | Hideo Ōshima      | Montedio Yamagata  | 22   | 43 |
| Médaille de bronze | Kazuki Ganaha     | Kawasaki Frontale  | 22   | 42 |
| 4                  | Hisato Satō       | Vegalta Sendai     | 20   | 44 |
| 5                  | Choi Yong-soo     | Kyoto Purple Sanga | 20   | 33 |
| 6                  | Marcos            | Kawasaki Frontale  | 18   | 37 |
| 7                  | Baré              | Omiya Ardija       | 15   | 41 |
| 8                  | Baron             | Ventforet Kōfu     | 14   | 23 |
| 9                  | Michiaki Kakimoto | Shonan Bellmare    | 10   | 39 |
| 10                 | Hiroshi Morita    | Omiya Ardija       | 10   | 21 |